# 明道 (李朝)
明道（めいどう、Minh Đạo, ミンダオ）は、ベトナム、李朝の太宗李仏瑪の治世で使われた4番目の年号。1042年 - 1044年。

## 改元
- 元年10月：乾符有道より改元。
- 3年10月：チャンパ王国（占城）首都ヴィジャヤ（現代のビンディン省）への親征から凱旋帰国。天感聖武に改元。

## 西暦等との対照表
| 明道 | 元年     | 2年    | 3年    |
| 西暦 | 1042年   | 1043年 | 1044年 |
| 干支 | 壬午     | 癸未   | 甲申   |
| 宋   | 慶暦 2年 | 3年    | 4年    |